# Jeux africains (Jünger)
Jeux africains (titre original : Afrikanische Spiele) est un roman de l'écrivain allemand Ernst Jünger parue en 1936. 

## Historique
En 1913, Ernst Jünger, rêvant d'aventures africaines, décide de s'engager dans la Légion étrangère; il comptait déserter une fois parvenu en Algérie pour découvrir Les Mystères du Continent noir, livre acheté en même temps qu'un revolver à six coups...

Incorporé le 3 novembre, il arrive à Sidi-bel-Abbès et commence son instruction. Il tente de déserter avec Karl Rickert, un légionnaire plus âgé. Ils sont repris et terminent au cachot.

Pendant ce temps, son père a obtenu des autorités françaises l'annulation de son contrat d'engagement, Ernst étant encore mineur. Il est libéré le 20 décembre.

## Résumé
Un jeune Allemand du début du siècle rêve du Nil et du Congo. Il quitte sa famille et son école, passe la frontière française avec l'idée de s'engager dans la Légion étrangère. Sa fugue qui le conduit à Metz, Verdun, Marseille, Oran, Sidi-bel-Abbès, est un apprentissage de la vie, que la jeunesse du héros empêche de prendre trop au sérieux. Et malgré la rudesse des lieux et des hommes, toute cette aventure est nimbée d'humour et de tendresse.

## Éditions en allemand
- Afrikanische Spiele, chez Hanseatische Verlagsanstalt Hamburg-Wandsbek en 1936, à Hambourg.
- Afrikanische Spiele, chez Klett-Cotta en 1978, à Stuttgart.

## Traductions en français
- Jeux africains (traduction Henri Thomas), Gallimard, (1944)